# Nhóm ngôn ngữ Turk Siberia
Nhóm ngôn ngữ Turk Siberia hay nhóm ngôn ngữ Turk chung Đông Bắc, là một nhánh con của ngữ hệ Turk. Bảng dưới đây dựa trên sơ đồ phân loại được trình bày bởi Lars Johanson (1998).

## Ngôn ngữ Turk Xibia theo số người bản ngữ
Ngữ hệ Turk gồm có ít nhất 35 ngôn ngữ được ghi chép lại, được sử dụng bởi các dân tộc Turk. Số lượng người nói từ thống kê hoặc ước tính (2019) và được làm tròn:
| Số thứ tự | Tên                 | Tình trạng             | Số người bản ngữ | Nước chính |
| --------- | ------------------- | ---------------------- | ---------------- | ---------- |
| 1         | Tiếng Yakut         | Bị đe dọa              | 400.000          | Nga        |
| 2         | Tiếng Tuva          | Bị đe dọa              | 300.000          | Nga        |
| 3         | Tiếng Altai         | Bị đe dọa nghiêm trọng | 60.000           | Nga        |
| 4         | Tiếng Khakas        | Nguy cấp               | 50.000           | Nga        |
| 5         | Tiếng Tây Yugur     | Bị đe dọa nghiêm trọng | 5.000            | Trung Quốc |
| 6         | Tiếng Shor          | Bị đe dọa nghiêm trọng | 3.000            | Nga        |
| 7         | Tiếng Dolgan        | Nguy cấp               | 1.000            | Nga        |
| 8         | Tiếng Tofa          | Rất nguy cấp           | 100              | Nga        |
| 9         | Tiếng Chulym        | Rất nguy cấp           | 50               | Nga        |
| Toàn bộ   | Ngôn ngữ Turk Xibia | Bị đe dọa              | 800.000          | Nga        |

## Phân loại
| Turk nguyên thủy | Turk chung | Turk chung Đông Bắc (Turk Siberia) | Turk Siberia Bắc | Turk Siberia Bắc | - Sakha (Yakut) - Dolgan                                                   |
| Turk nguyên thủy | Turk chung | Turk chung Đông Bắc (Turk Siberia) | Turk Siberia Nam | Turk Sayan       | - Tuva (Soyot, Uriankhai, Dukha) - Tofa                                    |
| Turk nguyên thủy | Turk chung | Turk chung Đông Bắc (Turk Siberia) | Turk Siberia Nam | Turk Enisei      | - Khakas Fuyü Gïrgïs - Shor (Saghay Qaca, Qizil) - Tây Yugur (Uyghur vàng) |
| Turk nguyên thủy | Turk chung | Turk chung Đông Bắc (Turk Siberia) | Turk Siberia Nam | Turk Chulym      | - Chulym (Küerik)                                                          |
| Turk nguyên thủy | Turk chung | Turk chung Đông Bắc (Turk Siberia) | Turk Siberia Nam | Turk Altai       | - Altai: Oirot và các phương ngữ như Tuba, Qumanda, Qu, Teleut, Telengit   |
| Turk nguyên thủy | Turk chung | Turk chung Đông Bắc (Turk Siberia) | Turk Siberia Nam | Turk cổ          | - † Turk Orkhon - † Duy Ngô Nhĩ cổ                                         |

Alexander Vovin (2017) cho rằng tiếng Tofa và các ngôn ngữ Turk Siberia khác, đặc biệt là nhóm Turk Sayan, có các từ mượn từ ngôn ngữ Enisei.